# Statikus világegyetem
A statikus világegyetem egy elmélet a modern kozmológiában, amely szerint az univerzum örökké változatlan és állandó állapotban van. A statikus világegyetem koncepciójával szemben állnak azok az elméletek, amelyek az univerzum folyamatos tágulását vagy összeomlását jósolják. A statikus világegyetem elméletét a megfigyelések alapján az ősrobbanással kezdődő, táguló világegyetem koncepciója vette át.

## Történeti háttér
A statikus világegyetem gondolata a 20. század elején merült fel, amikor még nem voltak pontos megfigyelések és adatok az univerzum szerkezetéről és fejlődéséről. Albert Einstein az 1910-es években kifejlesztett egy olyan elméletet, amelyben az univerzum örök és állandó marad. Einstein az úgynevezett "kozmológiai állandó" bevezetésével próbálta magyarázni a statikus világegyetem modelljét. Ez az állandó egy olyan paraméter az általa kidolgozott egyenletekben, amelynek a célja az volt, hogy az univerzum összeomlásával szemben fenntartsa a statikus állapotot.

## Steady State modell
A statikus világegyetem egy továbbfejlesztett változataként a 20. század közepén Hermann Bondi, Thomas Gold és Fred Hoyle kidolgozták az úgynevezett "Steady State" modellt, amely szerint az univerzum ugyan örökké tágul, de ezt folyamatosan új anyag képződése kompenzálja, így a világegyetem sűrűsége állandó marad.